# Krefelder Fußball-Club Uerdingen 05
Il Krefelder Fußball-Club Uerdingen 05, meglio noto come KFC Uerdingen 05, è una società calcistica tedesca con sede nella città di Krefeld, nella Renania Settentrionale-Vestfalia. Milita in Fußball-Regionalliga, la quarta divisione del campionato tedesco.
Nota a lungo come Bayer Uerdingen a causa del legame con la nota industria farmaceutica, nella sua storia ha vinto una Coppa di Germania, mentre a livello internazionale il miglior traguardo raggiunto è la semifinale di Coppa delle Coppe.

## Storia
Il 17 novembre 1905 viene fondato a Krefeld un club chiamato FC Uerdingen 05, che prende il nome da un sobborgo della città. Nel 1953, circa cinquant'anni dopo la sua fondazione, questo si unisce al Werkssportgruppe Bayer AG Uerdingen, la società sportiva del lavoratori del colosso farmaceutico Bayer, assumendo così la denominazione di FC Bayer 05 Uerdingen.

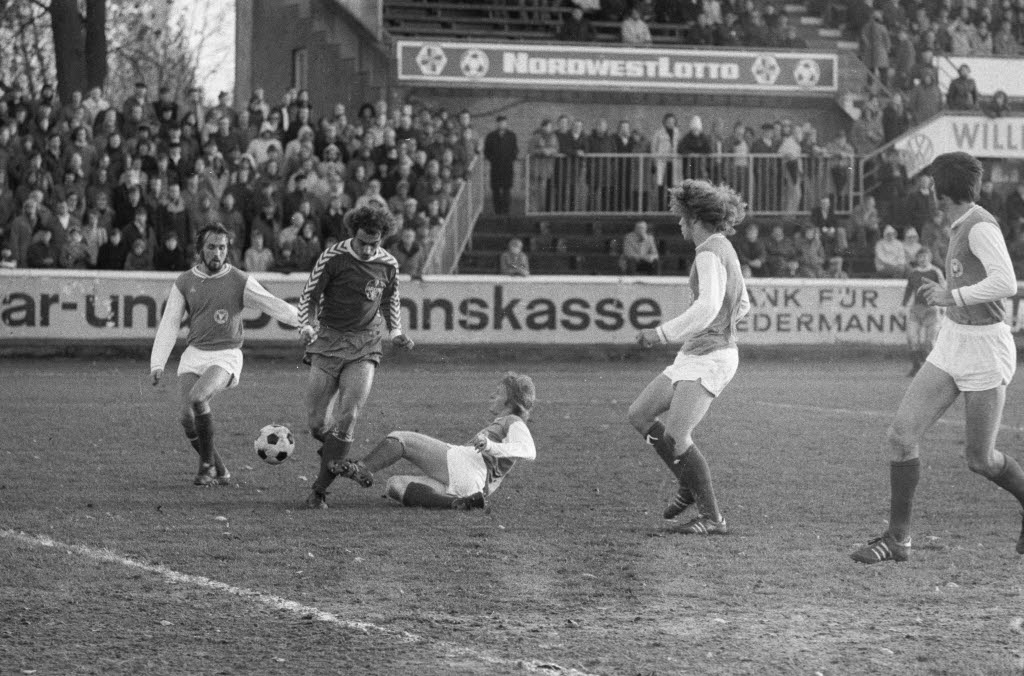
-Uerdingen 0-1 nel secondo turno della DFB-Pokal 1974-1975.

La squadra gioca i suoi primi anni nelle leghe minori regionali; negli anni sessanta passa in terza divisione, nell'Amateurliga Niederrhein, mentre nel 1971 si guadagna l'accesso ad una delle seconde divisioni, la Regionalliga West. Nel 1974 viene poi ammessa al neonato secondo livello, la Zweite Bundesliga: il club è uno dei promossi nella prima edizione, in seguito alla vittoria dello spareggio col Pirmasens.
Pur venendo subito retrocesso, nella stagione successiva l'Uerdingen approda alla semifinale della Coppa di Germania sconfiggendo squadre di categoria superiore come Kaiserslautern, Werder Brema ed Eintracht Francoforte, ed arrendendosi all'Hertha Berlino. Una nuova promozione arriva al termine del campionato 1978-1979; essa è seguita dalla prima salvezza in Bundesliga, ottenuta nella stagione 1979-1980, ma anche da una nuova retrocessione.
L'Uerdingen torna a giocare in Bundesliga nella stagione 1983-1984. Nell'annata successiva invece, conquista il suo primo trofeo, la Coppa di Germania, in seguito alla vittoria per 2-1 contro il Bayern Monaco nella finale. I tedeschi esordiscono perciò nelle competizioni europee, più precisamente nella Coppa delle Coppe 1985-1986. Qui è degna di nota l'impresa compiuta nei quarti contro la Dinamo Dresda: i tedeschi orientali vincono per 2-0 l'andata in casa, e sono anche in vantaggio per 1-3 alla fine del primo tempo, ma la partita finisce però 7-3 per l'Uerdingen; il club viene però successivamente sconfitto dai futuri vice-campioni dell'Atlético Madrid in semifinale. Intanto però arriva anche il terzo posto in campionato; questo dà l'accesso alla successiva edizione di Coppa UEFA, dove i tedeschi sono fermati agli ottavi dal Barcellona. L'Uerdingen rimane in massima divisione fino al termine del campionato 1990-1991, quando torna nuovamente in Zweite Bundesliga; in questo periodo hanno militato in squadra, tra gli altri, i anche Nazionali Matthias Herget (vice-campione del mondo in Messico), Holger Fach e Wolfgang Funkel.
Le cose cambiano però in poco tempo: negli anni immediatamente seguenti il club passa continuamente dalla prima alla seconda divisione, finché nel 1995 la Bayer decide di ritirare la sponsorizzazione. L'Uerdingen retrocede in Regionalliga al termine della 2. Fußball-Bundesliga 1998-1999, e qui rimane fino al 2005: in questo anno arriva infatti la rifondazione del club col nome di Krefelder Fußball-Club Uerdingen 05 in seguito all'insolvenza. Il Krefelder riparte così dalla quarta divisione, ma nel 2008 si ritrova addirittura a giocare nel sesto livello. Comincia però lentamente a risalire: vincendo due campionati consecutivi, nel 2018 fa il suo esordio nella 3. Liga. Al termine della stagione 2020-2021, nonostante un cambio di proprietà, a causa di problemi finanziari, il KFC viene retrocesso in Regionalliga.

## Colori e simboli

### Colori
I colori della maglia dell'Uerdingen sono il rosso e il blu, che formano delle strisce orizzontali, mentre i pantaloncini sono blu e i calzettoni sono blu con risvolto rosso.

### Simboli ufficiali

#### Stemma
Il simbolo dell'Uerdingen è composto da uno scudetto in cui compaiono delle strisce orizzontali rosse e blu. All'interno, in alto, compare in bianco la scritta "KFC" e un pallone da calcio con sotto la scritta "Uerdingen 05".

## Strutture

### Stadio
Dal 2019 il club disputa le proprie gare interne nella Merkur Spiel-Arena di Düsseldorf, che ospita naturalmente anche gli incontri della locale squadra, il Fortuna Düsseldorf. Lo stadio, inaugurato nel 2004 e capace di contenere 54.600 persone, è stato scelto dal club come terreno di gioco a causa dei lavori in corso nell'impianto di Krefeld, il Grotenburg Stadion. Questo è stato invece aperto nel 1927, e può ospitare 34.500 spettatori.

## Allenatori e presidenti
Tra tutti gli allenatori della storia del club, Karl-Heinz Feldkamp è stato colui che ha conquistato l'unico trofeo vinto sinora dal club, la DFB-Pokal 1984-1985.
Tutti gli allenatori a partire dal 1970:
- 1970-1977  Klaus Quinkert
- 1977-1978  Klaus Quinkert (01 lug.-28 ago.)
 Siegfried Melzig (29 ago.-20 ott.)
 Horst Buhtz (21 ott.-30 giu.)
- 1978-1981  Horst Buhtz
- 1981-1982  Werner Biskup
- 1982-1983  Werner Biskup (01 lug.-31 gen.)
 Hans-Dieter Tippenhauer (01 feb.-30 giu.)
- 1983-1984  Timo Konietzka
- 1984-1987  Karl-Heinz Feldkamp
- 1987-1988  Horst Köppel (01 lug.-01 dic.)
 Horst Wohlers (02 dic.-07 dic.)
 Rolf Schafstall (08 dic.-30 giu.)
- 1988-1989  Rolf Schafstall
- 1989-1990  Horst Wohlers
- 1990-1991  Horst Wohlers (01 lug.-25 nov.)
 Timo Konietzka (26 nov.-02 giu.)
 Friedhelm Funkel (03 giu.-30 giu.)
- 1991-1995  Friedhelm Funkel
- 1995-1996  Friedhelm Funkel (01 lug.-13 mag.)
 Armin Reutershahn (14 mag.-30 giu.)
- 1996-1997  Hans-Ulrich Thomale
- 1997-1998  Jürgen Gelsdorf
- 1998-1999  Jürgen Gelsdorf (01 lug.-29 set.)
 Henk ten Cate (30 set.-24 mar.)
 Ernst Middendorp (25 mar.-30 giu.)
- 1999-2000  Herbert Schäty (01 lug.-31 ott.)
 Peter Vollmann (01 nov.-30 giu.)
- 2000-2002  Jos Luhukay
- 2002-2004  Claus-Dieter Wollitz
- 2004-2005  Wolfgang Maes
- 2005-2006  Wolfgang Maes
 Jürgen Luginger
- 2006-2007  Jürgen Luginger
- 2007-2008  Aleksandar Ristić (01 lug.-22 mar.)
 Klaus Berge (24 mar.-30 giu.)
- 2008-2009  Uwe Weidemann
- 2009-2010  Uwe Weidemann (01 lug.-14 set.)
 Wolfgang Maes (01 ott.-31 mar.)
 Edgar Schmitt (01 apr.-30 giu.)
- 2010-2011  Peter Wongrowitz
- 2011-2012  Peter Wongrowitz (01 lug.-05 nov.)
 Jörg Jung (16 nov.-26 mag.)
 Erhan Albayrak (27 mag.-30 giu.)
- 2012-2013  Eric van der Luer
- 2013-2014  Eric van der Luer (01 lug.-27 mar.)
 Erhan Albayrak (28 mar.-14 apr.)
 Murat Salar (22 apr.-30 giu.)
- 2014-2015  Murat Salar (01 lug.-25 giu.)
 Michael Boris (26 giu.-30 giu.)
- 2015-2016  Michael Boris (01 lug.-02 mar.)
 Horst Riege (03 mar.-18 mar.)
 Jörn Großkopf (19 mar.-30 giu.)
- 2016-2017  André Pawlak
- 2017-2018  Michael Wiesinger (01 lug.-14 mar.)
 Stefan Krämer (15 mar.-30 giu.)
- 2018-2019  Stefan Krämer (01 lug.-28 gen.)
 Stefan Reisinger (29 gen.-03 feb.)
 Norbert Meier (03 feb.-15 mar.)
 Frank Heinemann (16 mar.-28 apr.)
 Heiko Vogel (29 apr.-30 giu.)
- 2019-2020  Heiko Vogel (01 lug.-24 set.)
 Stefan Reisinger (25 set.-15 ott.)
 Daniel Steuernagel (16 ott.-09 mar.)
 Stefan Krämer (10 mar.-05 lug.)
- 2020-2021  Stefan Krämer (01 lug.-13 apr.)
 Stefan Reisinger (14 apr.-5 mag.)
 Jürgen Press (30 apr.-30 giu.)

## Stemma

Stemma dal 1905 al 1953
Stemma dal 1980 al 1987
Stemma dal 1987 al 1995
Stemma dal 1996

## Palmarès

### Competizioni nazionali
- Coppa di Germania: 1

1984-1985 (come Bayer 05 Uerdingen)
- 2. Bundesliga: 1

1991-1992
- Fußball-Regionalliga: 1

2017-2018 (Regionalliga Sud-Ovest)
- DFB Indoor Cup: 1

1988

### Competizioni regionali
- Verbandsliga Niederrhein: 1

2010-2011

### Competizioni internazionali
- Coppa Piano Karl Rappan: 4 [3]

1988, 1990, 1991, 1992

### Competizioni giovanili
- DFB-Pokal der Junioren: 1

1997-1998
- Under-17 Bundesliga: 1

1986-1987

### Altri piazzamenti
- Campionato tedesco:

Terzo posto: 1985-1986
- Coppa di Germania:

Semifinalista: 1976-1977
- 2. Fußball-Bundesliga:

Secondo posto: 1974-1975 (girone Nord), 1978-1979 (girone Nord), 1993-1994
Terzo posto: 1982-1983
- Coppa delle Coppe:

Semifinalista: 1985-1986

### Competizioni giovanili
- Under-19 Bundesliga: 1

1986-1987
- Campione tedesco Sub-17: 1

1987

## Statistiche e record

### Partecipazione ai campionati e ai tornei internazionali

#### Campionati nazionali
Il miglior risultato ottenuto dal club in Bundesliga è il terzo posto ottenuto nell'edizione 1985-1986.
Dalla stagione 1963-1964 alla 2020-2021 compresa il club ha ottenuto le seguenti partecipazioni ai campionati nazionali:
| Livello | Categoria                | Partecipazioni | Debutto   | Ultima stagione | Totale |
| ------- | ------------------------ | -------------- | --------- | --------------- | ------ |
| 1º      | Bundesliga               | 14             | 1975-1976 | 1995-1996       | 14     |
| 2º      | 2. Bundesliga            | 11             | 1992-1993 | 2011-2012       | 14     |
| 2º      | Regionalliga West        | 3              | 1971-1972 | 1973-1974       | 14     |
| 3º      | 3. Liga                  | 3              | 2018-2019 | 2020-2021       | 17     |
| 3º      | Regionalliga Nord        | 5              | 2000-2001 | 2004-2005       | 17     |
| 3º      | Regionalliga West/SW     | 1              | 1999-2000 | 1999-2000       | 17     |
| 3º      | Verbandsliga Niederrhein | 8              | 1963–1964 | 1970–1971       | 17     |
| 4º      | Regionalliga West        | 3              | 2013–2014 | 2017–2018       | 8      |
| 4º      | Oberliga Nordhein        | 5              | 2005-2006 | 2007–2008       | 8      |
| 5º      | Oberliga Niederrhein     | 1              | 2012–2013 | 2012–2013       | 2      |
| 5º      | NRW-Liga                 | 1              | 2011–2012 | 2011–2012       | 2      |
| 6º      | Verbandsliga Niederrhein | 3              | 2008–2009 | 2010–2011       | 3      |

#### Tornei internazionali
Nei tornei internazionali il club ha raggiunto come massimo traguardo la semifinale nella Coppa delle Coppe 1985-1986 dove fu eliminato dall'Atlético Madrid. In questa manifestazione da segnalare l'incredibile rimonta nei quarti ai danni della Dinamo Dresda: i tedeschi orientali avevano infatti vinto per 2-0 l'incontro casalingo e si trovavano in vantaggio per 3-1 al 45' della partita di ritorno, ciononostante furono battuti per 7-3.
Alla stagione 2020-2021 il club ha ottenuto le seguenti partecipazioni ai tornei internazionali:
| Categoria                     | Partecipazioni | Debutto   | Ultima stagione |
| ----------------------------- | -------------- | --------- | --------------- |
| Coppa delle Coppe             | 1              | 1985-1986 | 1985-1986       |
| Coppa UEFA/UEFA Europa League | 1              | 1986-1987 | 1986-1987       |

## Organico

### Rosa 2020-2021
Aggiornata al 23 gennaio 2021
| N. |                                 | Ruolo | Calciatore                |
| -- | ------------------------------- | ----- | ------------------------- |
| 1  | Austria (bandiera)              | P     | Lukas Königshofer         |
| 2  | Lituania (bandiera)             | D     | Edvinas Girdvainis        |
| 4  | Germania (bandiera)             | D     | Jan Kirchhoff             |
| 5  | RD del Congo (bandiera)         | D     | Assani Lukimya (capitano) |
| 7  | Germania (bandiera)             | D     | Christian Dorda           |
| 8  | Paesi Bassi (bandiera)          | C     | Peter van Ooijen          |
| 9  | Germania (bandiera)             | A     | Mike Feigenspan           |
| 10 | Germania (bandiera)             | C     | Kolja Pusch               |
| 11 | Germania (bandiera)             | A     | Christian Kinsombi        |
| 14 | Germania (bandiera)             | C     | Tim Albutat               |
| 15 | Germania (bandiera)             | D     | Leon Schneider            |
| 16 | Germania (bandiera)             | C     | Gino Fechner              |
| 17 | Bosnia ed Erzegovina (bandiera) | C     | Rijad Kobiljar            |
| 18 | Danimarca (bandiera)            | A     | Gustav Marcussen          |

| N. |                            | Ruolo | Calciatore         |
| -- | -------------------------- | ----- | ------------------ |
| 19 | Germania (bandiera)        | A     | Hans Anapak        |
| 20 | Germania (bandiera)        | A     | Ali Ibrahimaj      |
| 21 | Rep. Dominicana (bandiera) | A     | Heinz Mörschel     |
| 22 | Germania (bandiera)        | C     | Fridolin Wagner    |
| 23 | Germania (bandiera)        | D     | Omar Haktab Traoré |
| 26 | Germania (bandiera)        | C     | Dave Gnaase        |
| 27 | Germania (bandiera)        | C     | Patrick Göbel      |
| 29 | Germania (bandiera)        | P     | Julius Paris       |
| 31 | Paesi Bassi (bandiera)     | P     | Hidde Jurjus       |
| 32 | Slovenia (bandiera)        | D     | Dominic Maroh      |
| 33 | Germania (bandiera)        | C     | Patrick Göbel      |
| 35 | Nigeria (bandiera)         | A     | Osayamen Osawe     |
| 36 | Turchia (bandiera)         | A     | Muhammed Kiprit    |
| 39 | Germania (bandiera)        | A     | Adriano Grimaldi   |